# Bonaléa
Bonaléa (prononcer Bunaléa en langue Bankon), signifie littéralement " famille de Léa" , est une commune du Cameroun située dans la région du Littoral dans le département du Moungo, dans l'arrondissement de Fiko, au nord de la ville de Douala, en pays Nkon. Son ressort territorial est sur celui des communautés BanKon (ou Abo) , et compte environ 75 000 habitants. 

## Géographie
La commune s'étend sur 650 km2 dans la plaine du fleuve Moungo. Le village chef-lieu, Bonaléa est situé à 20 km à l'ouest de l'axe Douala-Nkongsamba (route nationale 5), la principale localité Souza se trouve sur la route nationale 5 à 107 km au sud du chef-lieu départemental Nkongsamba. 
La commune est limitée au Nord par l’arrondissement de Mbanga, au Nord-Est par une importante réserve forestière et faunique que sépare le fleuve de la Dibombé de Mpobo et Mamba, au Sud et à l’Est par l’arrondissement de Dibombari, à l’Ouest le territoire communal n'atteint pas le Moungo, la rivière Béa la sépare de la commune de Mbanga. Elle est limitrophe de trois communes du département du Moungo.
|        | Mbanga    |         |
| Mbanga | Bonaléa   | Yabassi |
|        | Dibombari |         |

## Histoire

### Histoire communale
La commune de Bonaléa est instaurée en avril 1995 par démembrement de la partie nord de la commune de Dibombari créée en 1960 avec pour chef-lieu Bouélélo, poste administratif relevant de la Subdivision de Mbanga. 
L’histoire de l’arrondissement en tant qu’unité administrative étant relativement récente, son histoire en tant que commune propre est donc très peu fournie en événements. Les principaux repères historiques sont en lien avec la succession des trois premiers magistrats municipaux, à savoir Jean Ewane Mbella (1996-2002), François Nkotti (2002-2015), Belle-Titi (2016-février 2020). 
Aujourd'hui, la commune de Bonaléa qui compte 25 conseillers municipaux est administrée par le Maire Ernest Mpocko, à la suite de son élection à la session de plein droit de l'exécutif de la commune, tenue le 18 février 2020 .

### Évolution historique
L’évolution historique de l’arrondissement peut aussi être vue à travers son peuplement. 
Ainsi, les autochtones (les Abo) se sont installés dans la zone à la fin du XIXe siècle, venant de Nguti dans le Sud-Ouest et après avoir traversé le Mungo.
Ils s’installèrent tout d’abord à Penda Mboko, puis à Miang avant d’investir tout l’arrondissement après une succession de conflits fonciers. 
Les BanKon (Contraction de "Banaba" et de "Koné") sont les fils de Konè, venu d’Abyssinie. Le terme Abo (initialement péjoratif : "paresseux") leur a été donné par les colons allemands. La présence d’habitants dans les villages depuis la période allemande est attestée par la présence d’école primaire datant des années 1880, notamment à Bonakou I Bwapaki. 
L’érection de Bonaléa en chef-lieu de la Commune va constituer un moment majeur du développement local ; l’hôtel de ville y est déjà construit ainsi que plusieurs services déconcentrés de l’État. Les perspectives locales résident donc dans le développement des échanges entre Bonaléa et Souza ainsi qu’au niveau du développement des activités de la SOCAPALM et de la CDC et des exploitations environnantes.

## Villages

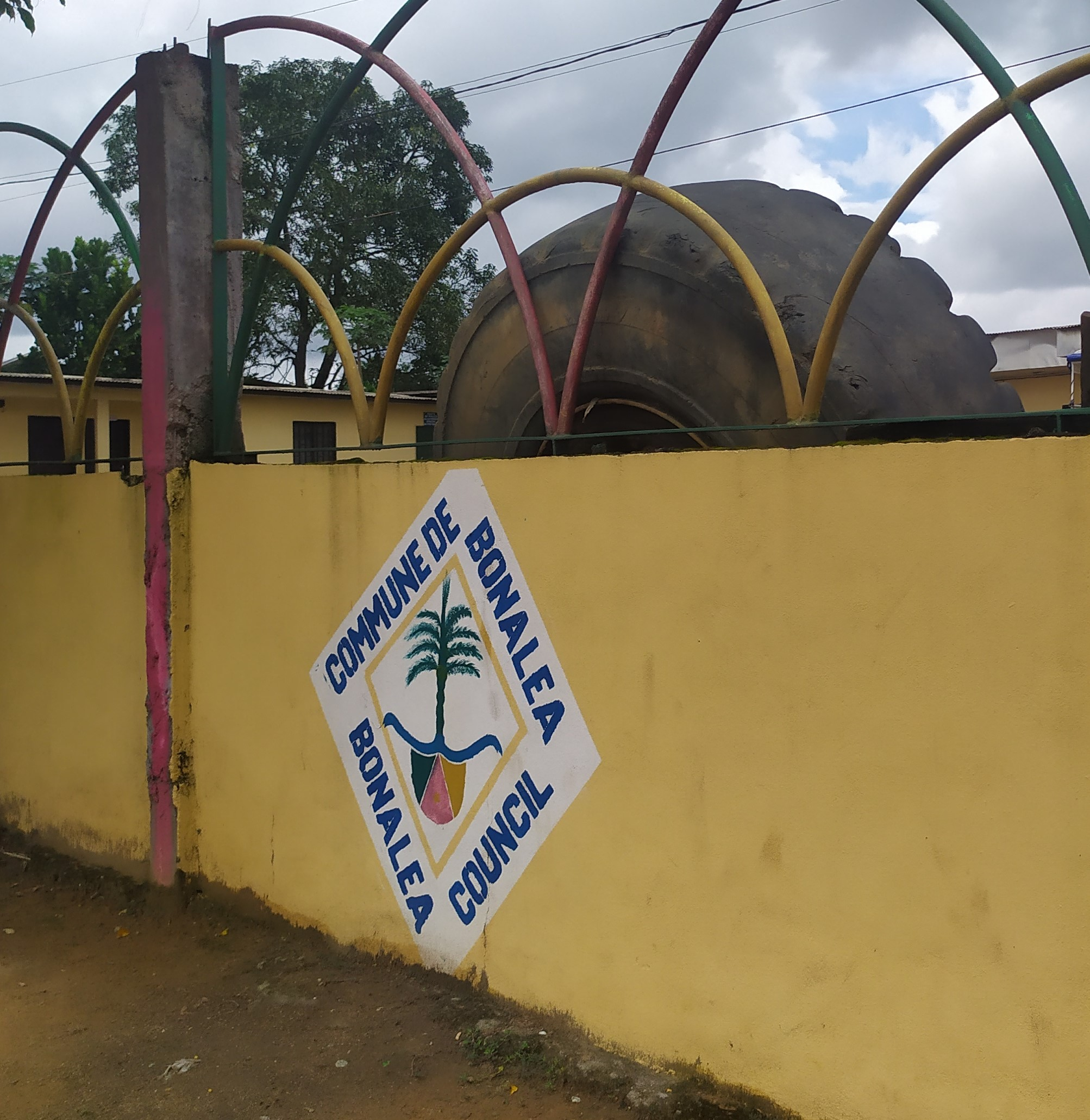

La commune est divisée en deux cantons : Abo Nord et Abo Sud. Ces cantons sont dirigés par des "Chefs Supérieurs", assistés de Notables et de chefs de 3e degré (on dénombre 40 chefs de 3e degré sur les 57 villages de la commune) 
Outre la ville de Souza, la commune comprend les villages suivants :
- Bakongkom
- Bamouin
- Bandjiou
- Bangseng
- Bedou
- Bekouma
- Bengse
- Bessoung Kang
- Bonakou Bwapaki
- Bonakwassi
- Bonaléa Mandouka
- Bonamboulé
- Bonandika
- Bonéyan
- Bwapaki
- Fiko
- Grand Souza
- Kake
- Koki
- Kollo
- Mwanyambé
- Ndokama
- Kounang
- Kwoussi
- Londo
- Makemba
- Maleke
- Mandouka
- Mangamba
- Mankoulang
- Mayen Bwapaki
- Mbanseng
- Mbombo'o
- Mbonjo
- Mbonjo I
- Miang
- Moussoko
- Mpobo
- Ndongo
- Ndoulou
- Nkongbatang
- Nkongminom
- Nkonpina
- Pembé

## Subdivision administrative
La subdivision administrative BanKon est rattachée à l'arrondissement de Fiko, créé par décret présidentiel n° 2010/198 du 16 juin 2010 portant érection des districts en arrondissements, ayant pour chef-lieu Bonaléa. Elle est répartie en deux cantons, chacun disposant d'une chefferie supérieure, Mandouka (Bankon-Nord) et Miang (Bankon-Sud) . 
Canton Abo-Nord (Bankon-Nord) réparti en 4 groupements :
- Groupement de BANSEN : - Bansen - Mamba - Mpobo
- Groupement de BES-SUNKAN : - Bamouin - Ben-Ise - Bonandika - Mbombo'o - Mwanyambe
- Groupement de MANDUKA : - Bonaléa - Bunalongo - Bunambango - Bunangasse - Bunansam - Kollo
- Groupement de MANGAMBA : - Bonakwassi - Bunamankaw - Bunambula - Bunampako - Bunayan - Fiko - Kounang

Canton Abo-Sud (Bankon-Sud) réparti en 4 groupements:
- Groupement de MIANG : - Miang - Koki - Bajiu-Miang - Bakongkom - Kuma ki Ndika - Ndulu-Bajiu

- Groupement de BWAPAKI : - Bunaku 1 - Bunaku 2 - Kenje - Kundang - Kwediko - Londo - Mayen - Mosoko - Ndongo

- Groupement de KAKE : - Kake-Carrefour - Badu-Kake - Bekouma-Kake - Bunanjo-Kake - Maleke - Nkomina - Penda Mboko

- Groupement de SOUZA : - Bekuma-Souza - Bonaberi-Suza - Bonasama-Souza - Grand-Souza - Kollo-Souza - Makemba-Suza - Mankoulang - Nkapa-Suza - Nkonpen - Nkonbiyang

- Groupement de MBONJO : - Mbonjo 1 - Mbonjo 2 - Kotto-Mbonjo - Malende-Mbonjo - Sok-Mbonjo

## Développement économique et urbanistique
L’histoire locale connait une évolution majeure à partir de l’installation de la SOCAPALM et de la CDC respectivement au milieu et à la fin des années 1970. 
Le besoin croissant d’ouvriers dans les plantations qu’elles ont créées a été à l’origine de flux migratoires importants en direction de l’arrondissement. 
Une petite urbanisation -suscitée directement ou indirectement par ces agro industries- s'est matérialisée au travers de la construction d’écoles publiques, de centres de santé, de l’installation d'un réseau d’adduction d’eau potable et de l’électricité ; cela a fortement contribué à la sédentarisation des ouvriers. 
La construction de la route Nationale No 5 a quant à elle accéléré le développement de Souza, faisant de la ville un carrefour pour les voyageurs de cet axe reliant Douala à Nkongsamba. 
Depuis le début des années 1990, l’arrondissement vit au rythme d’une urbanisation lente et irrémédiable. Ainsi, une dizaine d’établissements y ont vu le jour : 2 centres de santé intégrés ont été créés, 13 points d’eau modernes ont été construits, 22 villages ont été électrifiés. Tout cela a sans doute largement contribué à accentuer les flux migratoires vers Penda Mboko, Kompina et Souza.

## Population
La population de la commune de Bonaléa est estimée à environ 70 000 habitants (croisement des RGPH - Recensement Général de la Population et de l'Habitat de 2005, 2010 et 2015), dont 35 000 rien que pour la ville de Souza, son principal espace urbain. En dehors de Kompina, Penda Mboko, Kake, Mbonjo, Miang et Grand Souza, le reste de l’espace physique communal est très peu peuplé. Près d’une trentaine de village ont une population inférieure à 300 habitants. 
Les hommes constituent 47,74% de la population totale et les femmes 52,26%. 
Les jeunes de moins de 18 ans en constituent la frange la plus importante (environ 39%). 
Groupes ethniques et relations interethniques : Les BanKon (ou Abo) constituent le groupe ethnique originaire. Mais la population est particulièrement cosmopolite.

## Éducation
La commune compte 11 écoles maternelles et 28 écoles primaires.
L'arrondissement de Fiko compte 4 établissements secondaires publics dont 3 lycées et un collège, 3 sont bilingues et un francophone :
- Lycée bilingue de Grand Souza
- Lycée bilingue de Miang
- Lycée bilingue de penda-Mboko
- Lycée technique de Souza

## Économie
La présence de la CDC et de la SOCAPALM a attiré de nombreux travailleurs venant essentiellement des régions du Nord-Ouest, du Sud-Ouest et de l’Ouest. 
Dans les villages proches des fleuves et dont la population vit essentiellement de la pêche, notamment à Mpobo, une majorité de la population est constituée de Nigérians. Les autres groupes ethniques, ne constituant pas une communauté très représentative, sont les Duala, les Bassa, les Banen/Bafia/Yambassa, les originaires du nord.

## Activités sportives et culturelles
La commune de Bonaléa est le siège de l'A.S.C.B.B., l'Association Sportive et Culturelle Bankon Barombi.
Bonaléa est aussi le siège de l'équipe de football Les étoiles Bankon Barombi, issue du championnat départemental du Moungo et jouant depuis décembre 2023 dans le championnat régional du Littoral de la FECAFOOT

## Personnalités nées à Bonaléa
- Emmanuel Elong, militant, né à Mbonjo
- Aimé Patrice Ngom Priso
- Emmanuel Richard Priso Ngom Priso,
- Emmanuel Ngom Priso, sportif de haut niveau camerounais et français